# Arcahaie
Arcahaie (haitianisch-kreolisch: Lakayè) ist eine Stadt im Département Ouest von Haiti.

## Geschichte
Der Ort bestand bereits vor der französischen Kolonisation Haitis als Siedlung der Taino. Sein Name geht auf die Taino-Provinz Cayaha, einen Teil von Xaragua, zurück. Zur Zeit der französischen Herrschaft wurde der Name Arcahaie eingeführt.
Im Jahr 1748 richteten die Kolonisten eine Pfarrei ein und bauten die erste Kirche des Orts. Im März 1792 erhoben sich die Einheimischen gegen die Franzosen. Die Aufständischen drangen von den Aubry-Höhen in die Stadt ein und töteten die meisten Mitglieder der Stadtverwaltung. Im November 1793 wurde Arcahaie an Thomas Brisbane übergeben, der als Offizier in britischen Diensten den Ort im Namen von König Georg in Besitz nahm. Die Briten führten die Sklaverei wieder ein. Toussaint Louverture gelang es während der Zeit der englischen Herrschaft nicht, nach Arcahaie vorzudringen.
Im Jahr 1802 wurde Arcahaie in Schutt und Asche gelegt, um Angriffe des französischen Generals Leclerc abzuwehren. Im Februar setzte Pétion eine Abteilung seiner Truppen in Richtung Arcahaie in Marsch, um der französischen Expeditionsarmee Widerstand zu leisten. Im Januar 1803 nahm Jean-Jacques Dessalines Arcahaie in Besitz. Dessalines berief eine Versammlung ein, der die Schaffung der ersten haitianischen Flagge oblag. Der französischen Tricolore-Flagge wurde der mittlere, weiße Streifen genommen und die blauen und roten Streifen wurden vertikal angeordnet. Arcahaie ist seitdem die „Stadt der Flagge“; jährlich wird die Schaffung des nationalen Freiheitssymbols an dem „Tag der Flagge“ in Arcahaie gedacht. Im Jahr 2023 wurde „la fête du drapeau“ am 18. Mai in Cap-Haitien veranstaltet, da die Bandenkriminalität an der Route Nationale RN-1 die Sicherheit der Teilnehmer gefährdete.
Während der Spaltung Haitis in die Republik der Kreolen im Süden unter Pétion und den nördlichen Staat (Nord-Haiti) unter Henri Christophe war Arcahaie Grenzstadt beider Landesteile.
Am 11. Dezember 1869 besetzen Cacos genannte Aufständische von Saint-Marc den Ort, um gegen Präsident Salnave auf Port-au-Prince zu marschieren.

## Lage und Beschreibung
Der Stadtbezirk von Arcahaie erstreckt sich an der Küste von Montrouis im Nordwesten bis zum eigentlichen Marktflecken Arcahaie.
Es bestehen sechs Gemeindebezirke: Boucassin, Fonds Baptiste, Des Vases, Montrouis, Délices und Matheux.
Die Route National RN-1 verbindet Arcahaie über Saint-Marc und Gonaives mit Cap-Haitien im Norden und mit der Hauptstadt Port-au-Prince im Süden.

## In Arcahaie geboren
- Kaiserin Adélina, Ehefrau von Kaiser Faustin I. (1782–1867), wurde auf der Plantage Manègue geboren.
- Luckner Cambronne (1930–2006), Politiker